# 1754 na ciência

## Eventos
- Joseph Black isola o dióxido de carbono, o qual denomina "ar fixo".[1]

## Nascimentos
| Data | Nome | Profissão | Nacionalidade | Observações | Ref |
| ---- | ---- | --------- | ------------- | ----------- | --- |

## Mortes
| Data | Nome | Profissão | Nacionalidade | Observações | Ref |
| ---- | ---- | --------- | ------------- | ----------- | --- |

## Prémios
Medalha Copley
- William Lewis[2]